# Edward Jarvis

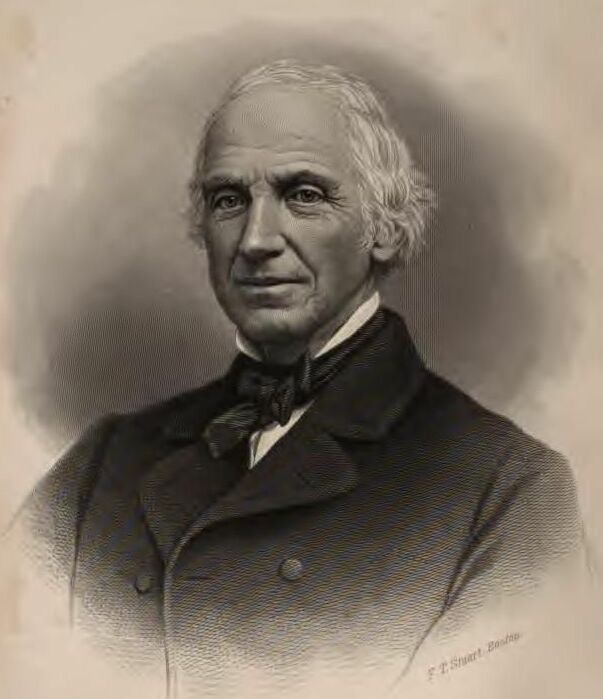
Edward Jarvis

Edward Asa Jarvis (* 9. Januar 1803 in Concord, Massachusetts; † 31. Oktober 1884 in Dorchester, Massachusetts) war ein US-amerikanischer Mediziner. Er ist für seine frühen Beiträge zur Medizinstatistik und Gesundheitsberichterstattung bekannt.

## Leben und Wirken
Jarvis ließ seinen Geburtsnamen Asa Jarvis per Gerichtsbeschluss vom 15. Juni 1821 in Edward Asa Jarvis ändern, verwendete den Vornamen Asa in der Folge aber nicht mehr und war allgemein nur als Edward Jarvis bekannt.
Jarvis machte 1826 am Harvard College einen ersten Studienabschluss und 1830 an der Boston Medical School (heute zur Harvard University) den Abschluss des Medizinstudiums. Er praktizierte ab 1830 als Arzt in Northfield, Massachusetts, ab 1832 in Concord, Massachusetts, ab 1837 in Louisville, Kentucky, und ab 1842 in Dorchester, Massachusetts. Der Schwerpunkt seiner ärztlichen Tätigkeit und seiner Veröffentlichungen verlagerte sich in seinen späteren Jahren immer mehr zur Behandlung verschiedener Geisteskrankheiten, die zu seiner Zeit als insanity, Verrücktheit, zusammengefasst wurden.
1855 veröffentlichte Jarvis einen fast 300-seitigen Bericht über den Zustand des Gesundheitswesens in Massachusetts, den er im Auftrag des Bundesstaates erstellt hatte. Er stellte für den United States Census 1860 eine umfangreiche Sterblichkeitsstatistik zusammen und trug maßgeblich zur Planung des United States Census 1870 bei. Von 1852 bis zu seinem Tode war Jarvis Präsident der American Statistical Association. Mehrere seiner Schriften befassten sich mit der Behandlung von Geisteskrankheiten, möglichst in geeigneten stationären Einrichtungen. Jarvis veröffentlichte insgesamt etwa 175 Schriften, darunter zwei Lehrbücher zur Physiologie des Menschen und zwei Arbeiten zur Geschichte seines Heimatortes Concord.
1854 wurde Jarvis in die American Antiquarian Society aufgenommen. 1863 wurde er sowohl in die American Philosophical Society als auch in die American Academy of Arts and Sciences gewählt.
Edward Jarvis war seit 1834 mit Almira Jarvis, geb. Hunt, verheiratet. Seine Frau unterstützte ihn bei der Behandlung und Pflege geisteskranker Menschen, zum Teil in der gemeinsamen Wohnung. Jarvis diktierte in späten Lebensjahren seiner Frau eine fast 350-seitige Autobiographie, die er in der dritten Person verfasste und die er der Bibliothek der Harvard University vermachte. Almira Jarvis starb drei Tage nach Edward Jarvis. Ihr gemeinsames Grab befindet sich auf dem Sleepy Hollow Cemetery in Concord, Massachusetts.